# Декалізація
Декалізація (рос. декализация, англ. depotassion) — у мінералогії — метасоматичний процес мінералоутворення, що супроводжується виносом калію.
З калієвим метасоматозом іноді пов'язане формування уранового зруденіння
Здебільшого інтенсивність розвитку калієвого метасоматоза невелика. Хоча процес і захоплює великі об'єми гірських порід, він призводить лише до утворення розсіяних утворень, радикально не змінюючи структуру і мінеральний склад порід. Суттєвого підвищення концентрації рудних елементів при цьому не відбувається. Випадки прояву калієвого метасоматозу високої інтенсивності відносно рідкісні.